# Lightworks
Lightworks 是一套剪辑 2K/4K 电影和 PAL/NTSC、标清以及高清电视的专业非线性编辑系统。Lightworks 是基于电脑进行电影剪辑的先锋，从 1989 年诞生至今一直处于发展当中。
该程序目前运行于 Windows 平台，2010 年 5 月宣布发布开源版本并向 GNU/Linux、Mac OS X 平台进行移植，但由于开发进度原因，原定的发布时间 2011 年 11 月一直推迟到了 2012 年 10 月 30 日（内测）。
剪辑师使用 Lightworks 创作了一大批国际知名的，斩获奥斯卡奖、艾美奖的影片和电视节目，包括《王者之聲：宣戰時刻》，馬丁·史柯西斯的《雨果的冒險》和《神鬼無間》，還有《不可能的任務》、《黑色追緝令》、《梅爾吉勃遜之英雄本色》以及《蝙蝠侠》。

## 历史
1989 年 Paul Bamborough、Nick Pollock 和 Neil Harris 建立 OLE 公司并开发了 Lightworks 剪辑系统，在 1994 年转卖给了 Tektronix 公司，然而该公司在产品开发上并无太多建树，于是在 1999 年又被转卖给了新组建的 Lightworks 公司，随后又转到 Fairlight Japan 公司旗下，最后在 2004 被 Gee Broadcast 收购。

### 2004 年-2009年：归属于 Gee Broadcast 公司
在此期间发布了新产品 Lightworks Touch 系列，以及针对标清/高清剪辑的Alacrity 和 Softworks 系列。Softworks 为包含 Lightworks 的用户界面及工具套件在内的纯软件套装，针对的是笔记本电脑以及离线工作站。Softworks 和 Alacrity 支持多种格式、多种分辨率的实时混编，也可以不同分辨率进行输出而不需要进行重新渲染。Alacrity 支持双输出，这一功能对Softworks用户来说是可选的升级。

### 2009年至今：归属于 EditShare 公司
2009 年8月，英美合资公司 Editshare 收购了 Gee Broadcast，连带 Lightworks 剪辑平台以及该公司的视频服务器系统 GeeVS。
在 2010 年 4 月 11 日的NAB Show（美国广播协会器材展）上，Editshare 透露它们计划将 Lightworks 开源。随后在9月份举行于阿姆斯特丹的IBC（国际广播会议） 2010 上正式宣布这一决定。
2010 年 11 月 9 日，Editshare 宣称将在 29 号提供 Lightworks 的下载，一开始只对那些在首次声明间注册的用户开放，但随后又作为“公测”进行发布。
开源版本原计划在完成代码审阅后，在 2011 年的四季度发布。专利插件需要通过在相关的网上商店支付来获取，特别是那些用于兼容专业摄像机的文件格式的插件。在日程所规划的发布日期 29 号的前几天，Editshare 宣布开源版本的发布将暂时推迟，但没有设定新的发布日期，在声明中他们称新版本的稳定性无法让人满意。
直到 2012 年 6 月，Editshare 也没有发布 Lightworks 的开源版本，Linux 和 Mac 版本的发布也被推迟。Linux 版本曾在拉斯维加斯的 NAB Show 上演示，虽然一段 Lightworks 运行于 Ubuntu 的视频上传到了 YouTube，但仍不提供开放下载。

### NAB 2012 发布 Windows 版本
经过 18 个月的公测后，Editshare 在 2012 年 5 月 28 日发布了 Lightworks 11，仅用于 Windows 系统。
此为宣布开源后的首个正式版本，包含许多针对剪辑人员开发的新特性，并且兼容绝大多数的PC硬件。考虑到移植性问题，软件经过了重新设计和重写（已承诺会有 Linux 和 Mac 版本），目前支持更多的编码方式，包括 AVCHD、H.264、AVC-Intra、DNxHD、ProRes、Red R3D、DPX、XDCAM HD 50、XDCAM EX、DVD、Blu-ray 和 4K，但以上仅出现在付费版本中。免费版本可支持 DV、MPEG、Uncompressed 等的导入和输出。

### IBC 2012 宣布 Linux 版开始内测
截止到 2012 年 6 月，Editshare 仍未发布 Lightworks 的开源版本（v11 为正式版本但仍是闭源），Linux 和 Mac 版本也被推迟。Linux 版曾在 4 月份的拉斯维加斯 NAB Show 上进行演示，其运行在 Ubuntu 上的一段视频也被上传到 Editshare 的 YouTube 频道上。在9月份的阿姆斯特丹IBC上，演示了升级后的 Linux 版本，同时也宣布 Linux 版本的首次内测将于 10 月 30 日开始。

## 软件特性
Lightworks 的控制界面类似于行业标准 Steenbeck 平台式剪辑机上的的控制器， 不同的是它被设计为一套非线性剪辑系统。在 90 年代初期刚面市时，Lightworks 拥有许多特色，如“同步滑动”－同步变速回放音频擦除、多频道同步回放以及搭配专用硬件控制器的面向对象式用户界面，其中某些特色直到现在仍旧领先于其他竞争对手。